# Liste der Biografien/Laul
Liste der Biografien |
Portal Biografien |
Personensuche
# |
A |
B |
C |
D |
E |
F |
G |
H |
I |
J |
K |
L |
M |
N |
O |
P |
Q |
R |
S |
T |
U |
V |
W |
X |
Y |
Z |
?
 
La |
Lb |
Lc |
Le |
Lg |
Lh |
Li |
Lj |
Ll |
Lm |
Lo |
Lp |
Lt |
Lu |
Lv |
Lw |
Lx |
Ly |
Lz
 
Laa |
Lab |
Lac |
Lad |
Lae–Lah |
Lai |
Laj |
Lak |
Lal |
Lam |
Lan |
Lao |
Lap |
Laq |
Lar |
Las |
Lat |
Lau |
Lav |
Law |
Lax |
Lay |
Laz
 
Laua |
Laub |
Lauc |
Laud |
Laue |
Lauf |
Laug |
Lauh |
Laui |
Lauj |
Lauk |
Laul |
Laum |
Laun |
Laup |
Laur |
Laus |
Laut |
Lauv |
Lauw |
Laux |
Lauz
Die Liste der Biografien führt alle Personen auf, die in der deutschsprachigen Wikipedia einen Artikel haben. Dieses ist eine Teilliste mit 9 Einträgen von Personen, deren Namen mit den Buchstaben „Laul“ beginnt.

## Laul

### Laula
- Laulan, Yves-Marie (* 1934), französischer Ökonom
- Laulanie, Henri de (1920–1995), französischer Jesuit und Agrar-Ingenieur

### Laule
- Laule, Adolf (1888–1964), deutscher Offizier in der Luftwaffe der Wehrmacht
- Laule, Janusch (* 1981), deutscher Radrennfahrer
- Laule, Johann Baptist (1817–1895), deutscher Maler
- Laules, Patrick (1676–1739), spanischer Botschafter im Vereinigten Königreich
- Lauletta, Kyle (* 1995), US-amerikanischer American-Football-Spieler

### Laulu
- Laŭlum (1923–2012), chinesischer Esperanto-Schriftsteller und -Übersetzer
- Laulund, Jens (* 1977), dänischer Basketballspieler